# Auxais
Auxais – miejscowość i gmina we Francji, w regionie Normandia, w departamencie Manche.
Według danych na rok 1990 gminę zamieszkiwało 130 osób, a gęstość zaludnienia wynosiła 17 osób/km² (wśród 1815 gmin Dolnej Normandii Auxais plasuje się na 756. miejscu pod względem liczby ludności, natomiast pod względem powierzchni na miejscu 672.).